# Direcció General d'Afers Religiosos
La Direcció General d'Afers Religiosos és un organisme de la Generalitat de Catalunya que depèn del Departament de Presidència i que s'encarrega dels aspectes que tenen en consideració l'atenció a les diferents entitats religioses establertes a Catalunya, l'elaboració d'estudis i informes en matèria d'afers religiosos i l'establiment i manteniment de relacions amb els responsables institucionals per a temes de l'àmbit religiós.
L'organisme es creà el 2000 com a secretaria, i el primer a encapçalar-la fou Ignasi García Clavel (2000-2004), a qui seguí Montserrat Coll i Calaf (2004-2011), Jordi López Camps (2006), Xavier Puigdollers Noblom (2011-2013), Enric Vendrell i Aubach (2013-2018), Marcel·lí Joan Alsinella (2018-2021), Yvonne Griley Martínez (2021-2022) i Carles Armengol Siscares (2022-).

## Consell Assessor per a la Diversitat Religiosa
El 2011 es creà el Consell Assessor per a la Diversitat Religiosa, configurat com a òrgan col·legiat assessor del Departament de Governació i Relacions Institucionals, per assessorar o informar sobre les qüestions que li siguin plantejades, proposar actuacions en el marc de les relacions amb les diferents esglésies, confessions i comunitats religioses que duen la seva activitat a Catalunya i assessorar i donar suport en les relacions de col·laboració o de cooperació que impliquin la participació del Govern o del Parlament de Catalunya en institucions de l'Estat o en organitzacions internacionals.

## Algunes funcions[12]

### Formació
Des de setembre de 2013 a desembre del 2016 s'han dut a terme 132 activitats amb l'assistència de 4.000 persones. Aquest pla de formació preveu 4 línies d'actuació: 
a) Formació bàsica adreçada al personal al servei de les administracions públiques catalanes.
b) Formació a mida en matèries específiques sobre gestió de la diversitat religiosa adreçada a administracions i col·lectius professionals.
c) Sessions de divulgació i bones pràctiques.
d) Formació per a entitats religioses.

### Hospitals i presons
La legislació vigent reconeix el dret de tota persona a professar les creences religioses que esculli lliurement, a participar en actes de culte i a rebre assistència religiosa de la seva pròpia confessió. En aquest sentit, la Direcció General d'Afers Religiosos, en col·laboració amb d'altres departaments del govern, posa a disposició de les persones que es troben internes en els centres públics que són de la seva jurisdicció, els mecanismes per tal de garantir l'exercici d'aquest dret. La Direcció General d'Afers Religiosos ha editat sengles guies per al respecte a la diversitat de creences als àmbits sanitari i penitenciari. Aquestes guies recullen la normativa aplicable en matèria d'afers religiosos en aquests 2 àmbits i es fan recomanacions als gestors dels centres penitenciaris i sanitaris per donar resposta a les demandes que poden formular les persones vinculades a diferents confessions religioses implantades a Catalunya.
Pel que fa a la qüestió de l'assistència religiosa als hospitals i als centres penitenciaris, cal destacar que la Generalitat disposa de convenis de col·laboració amb les principals confessions religioses amb presència a Catalunya. Com a producte d'aquests convenis, en l'àmbit penitenciari hi ha un servei d'assistència religiosa regular destinat a les comunitats catòlica, evangèlica i islàmica, mentre que en el cas dels hospitals, són les comunitats catòlica i evangèlica les que disposen d'un servei d'assistència religiosa regular.

### Recerca
La Direcció General d'Afers Religiosos del Departament de Presidència promou la innovació i la recerca sobre afers religiosos amb la finalitat d'obtenir resultats científics i propostes d'intervenció aplicables en l'àmbit de la diversitat religiosa. Per fer-ho impulsa convocatòries d'ajuts a la recerca.